# ديك ويلسون (مهندس المناظر الطبيعية)
ديك ويلسون (بالإنجليزية: Dick Wilson)‏ هو مهندس المناظر الطبيعية أمريكي، ولد في 1904 في فيلادلفيا في الولايات المتحدة، وتوفي في 1965.